# Olds (Canada)
Olds is een plaats (town) in de Canadese provincie Alberta en telt 7248 inwoners (2006).